# Pitajo de Tumbes
Tumbezia salvini
Ne doit pas être confondu avec Tyranneau de Tumbes.
Pour les articles homonymes, voir Moucherolle de Tumbes.
Genre
Espèce
Synonymes
- Ochthoeca salvini[1]

Statut de conservation UICN

 NT  : Quasi menacé
Le Pitajo de Tumbes (Tumbezia salvini), aussi appelé Moucherolle de Tumbes et Pitajo inca, est une espèce de passereaux de la famille des Tyrannidae. Il est le seul représentant du genre Tumbezia,,.

## Distribution
Cet oiseau vit dans les régions arides du nord-ouest du Pérou (du département de Tumbes à celui de La Libertad),,.

## Systématique
Cette espèce est monotypique selon la classification de référence du Congrès ornithologique international (version 9.1, 2019).